# Robert Granjé
Robert Granjé, né le 3 novembre 1944 à Lierre, est un joueur de football belge actif durant les années 1960 et 1970. Il joue durant toute sa carrière au K Lierse SK, où il occupe le poste de défenseur. Il remporte notamment une Coupe de Belgique avec le club.

## Carrière en club
Robert Granjé s'affilie au K Lierse SK, le club de sa ville natale, en 1951. Il progresse dans les différentes équipes d'âge jusqu'en 1962, quand il est intégré au noyau de l'équipe première à 18 ans. Il doit cependant patienter pratiquement toute la saison pour faire ses débuts, le 1er mai 1963 sur le terrain du RSC Anderlecht. Il gagne sa place de titulaire en défense les saisons suivantes et ses bonnes prestations lui permettent d'être appelé en équipe nationale belge en mai 1965 pour disputer une rencontre des qualifications pour la Coupe du monde 1966 mais il restera toute la rencontre sur le banc. Devenu un des piliers de la défense lierroise, dont il occupe le plus souvent le flanc gauche, il prend part à la victoire en Coupe de Belgique 1969, la première du club dans la compétition, qui lui ouvre les portes de la Coupe des vainqueurs de coupe la saison suivante.
Malheureusement, Robert Granjé est victime d'une grave blessure au genou durant la préparation de la saison 1969-1970 qui le tient éloigné des terrains pendant plusieurs mois, ce qui l'empêche de participer à la campagne européenne du Lierse, qui s'achève en huitièmes de finale face à Manchester City. De retour la saison suivante, il est à nouveau blessé après quatre journées de championnat et fait l'impasse sur la majeure partie de la saison. Malgré cela, le club s'est qualifié pour la Coupe UEFA 1971-1972 mais Robert Granjé subit une troisième grave blessure qui l'empêche à nouveau de jouer en coupe d'Europe, que le Lierse quitte en quarts de finale après avoir remonté trois fois un résultat défavorable au match aller. À partir de la saison 1972-1973, il revient dans l'équipe au poste de libéro et joue encore deux saisons complètes sans connaître de pépin physique. Il dispute son dernier match avec les lierrois le 21 avril 1974 face au Standard de Liège et met ensuite un terme à sa carrière à seulement trente ans, après avoir disputé 245 rencontres officielles avec les « Pallieters ».

## Statistiques
| Saison                | Club                  | Championnat           | Championnat | Championnat | Coupe(s) nationale(s) | Coupe(s) nationale(s) | Compétition(s) continentale(s) | Compétition(s) continentale(s) | Compétition(s) continentale(s) | Total | Total |
| Saison                | Club                  | Division              | M.          | B.          | M.                    | B.                    | Comp.                          | M.                             | B.                             | M.    | B.    |
| 1962-1963             | K Lierse SK           | Division 1            | -           | -           | 0                     | 0                     | -                              | 0                              | 0                              | 0     | 0     |
| 1963-1964             | K Lierse SK           | Division 1            | -           | -           | -                     | -                     | -                              | 0                              | 0                              | 0     | 0     |
| 1964-1965             | K Lierse SK           | Division 1            | -           | -           | -                     | -                     | -                              | 0                              | 0                              | 0     | 0     |
| 1965-1966             | K Lierse SK           | Division 1            | -           | -           | -                     | -                     | -                              | 0                              | 0                              | 0     | 0     |
| 1966-1967             | K Lierse SK           | Division 1            | -           | -           | -                     | -                     | -                              | 0                              | 1                              | 0     | 1     |
| 1967-1968             | K Lierse SK           | Division 1            | -           | -           | -                     | -                     | -                              | 0                              | 0                              | 0     | 0     |
| 1968-1969             | K Lierse SK           | Division 1            | -           | -           | -                     | -                     | -                              | 0                              | 0                              | 0     | 0     |
| 1969-1970             | K Lierse SK           | Division 1            | -           | -           | -                     | -                     | C2                             | 0                              | 0                              | 0     | 0     |
| 1970-1971             | K Lierse SK           | Division 1            | -           | -           | -                     | -                     | -                              | 0                              | 0                              | 0     | 0     |
| 1971-1972             | K Lierse SK           | Division 1            | -           | -           | -                     | -                     | C3                             | 0                              | 0                              | 0     | 0     |
| 1972-1973             | K Lierse SK           | Division 1            | -           | -           | -                     | -                     | -                              | 0                              | 0                              | 0     | 0     |
| 1973-1974             | K Lierse SK           | Division 1            | -           | -           | -                     | -                     | -                              | 0                              | 0                              | 0     | 0     |
| Total sur la carrière | Total sur la carrière | Total sur la carrière | 1           | -           | -                     | -                     | -                              | 0                              | 0                              | 1     | 0     |

## Palmarès
- Vainqueur de la Coupe de Belgique en 1969 avec le K Lierse SK.

## Carrière en équipe nationale
À ses débuts en équipe première, Robert Granjé est appelé en équipe nationale juniors et dispute huit rencontres entre 1962 et 1963. Il est convoqué une fois en équipe nationale belge le 9 mai 1965 pour une rencontre face à Israël comptant pour les éliminatoires de la Coupe du monde 1966 mais il reste tout le match sur le banc et n'a donc jamais joué avec les « Diables Rouges ». 
Le tableau ci-dessous reprend toutes les sélections de Robert Granjé. Les matches non joués sont indiqués en italique. Le score de la Belgique est toujours indiqué en gras.
| Date       | Compétition                                  | Adversaire | Lieu      | Score | Remarque |
| ---------- | -------------------------------------------- | ---------- | --------- | ----- | -------- |
| 09/05/1965 | Éliminatoires Coupe du monde 1966 (Groupe 1) | Israël     | Bruxelles | 1-0   |          |